# Richard Langer

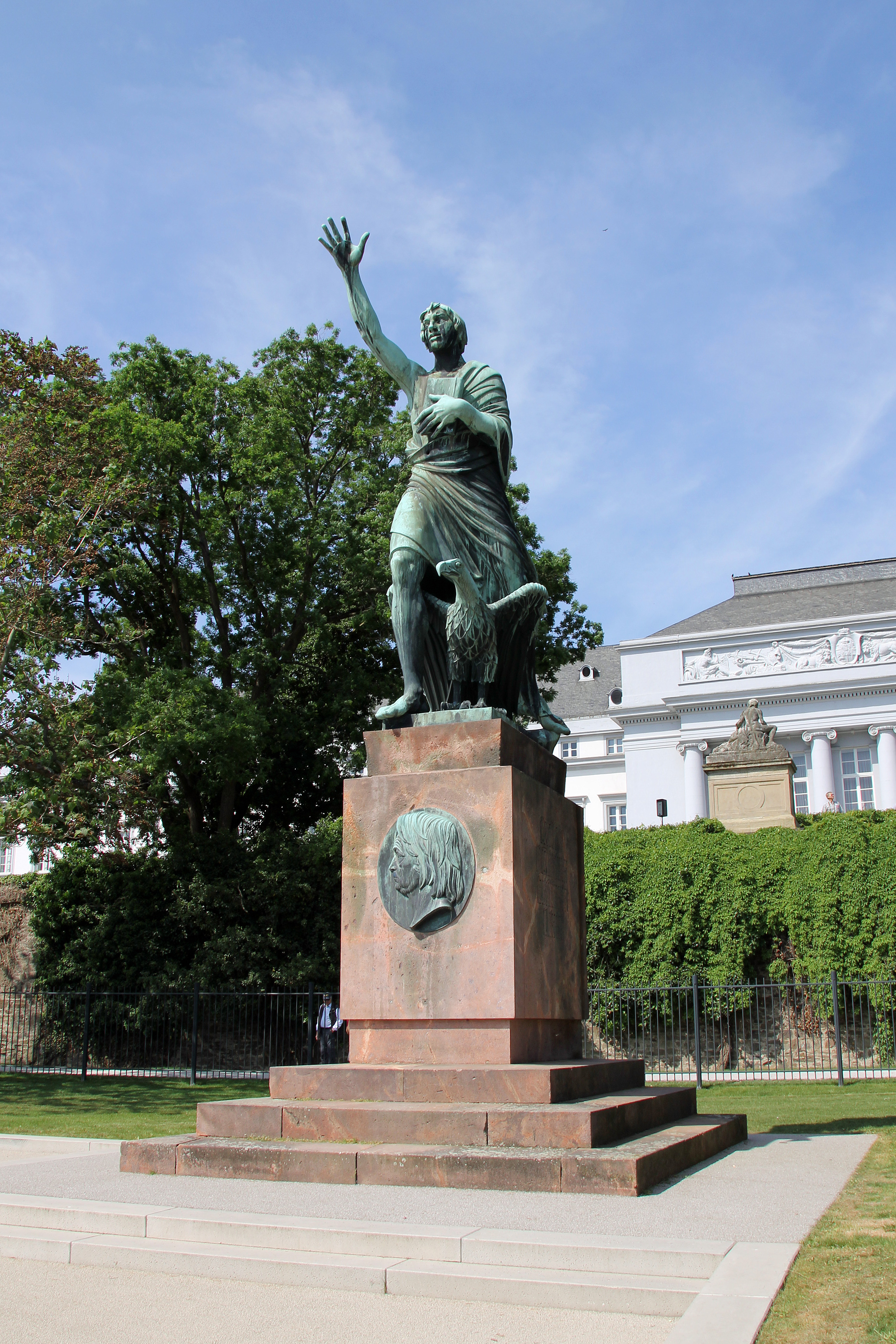
Joseph-Görres-Denkmal in den Rheinanlagen in Koblenz

Richard Langer (* 28. November 1879 in Nordhausen am Harz; † 11. Oktober 1950 in Kreßbach bei Tübingen) war ein deutscher Bildhauer und Hochschullehrer.

## Leben
Langer war der Sohn von Heinrich Langer und seiner Frau Alwine, geb. Hoffman. Er lernte zunächst das Maurerhandwerk und studierte anschließend an der Berliner Kunstakademie bei Louis Tuaillon. 1912 erhielt er den „Großen Staatspreis“ und finanzierte mit diesem Stipendium einen längeren Aufenthalt in Rom in der Villa Strohl-Fern. Anschließend war er freischaffender Künstler in Berlin. Im Ersten Weltkrieg war er Künstlerischer Beirat des Kriegsministeriums in Galizien und entwarf zahlreiche Kriegerfriedhöfe und Kriegerehrenmäler. Nach Kriegsende lebte und arbeitete er in Düsseldorf, wo er von 1919 bis 1932 als Professor für Bau- und dekorative Bildhauerei an der Kunstakademie Düsseldorf lehrte. Zu seinen Schülern dort zählen Hans Breker, Fritz Schwarzbeck und Adolf Wamper. Langer war Mitglied der Berliner Secession.

## Werk

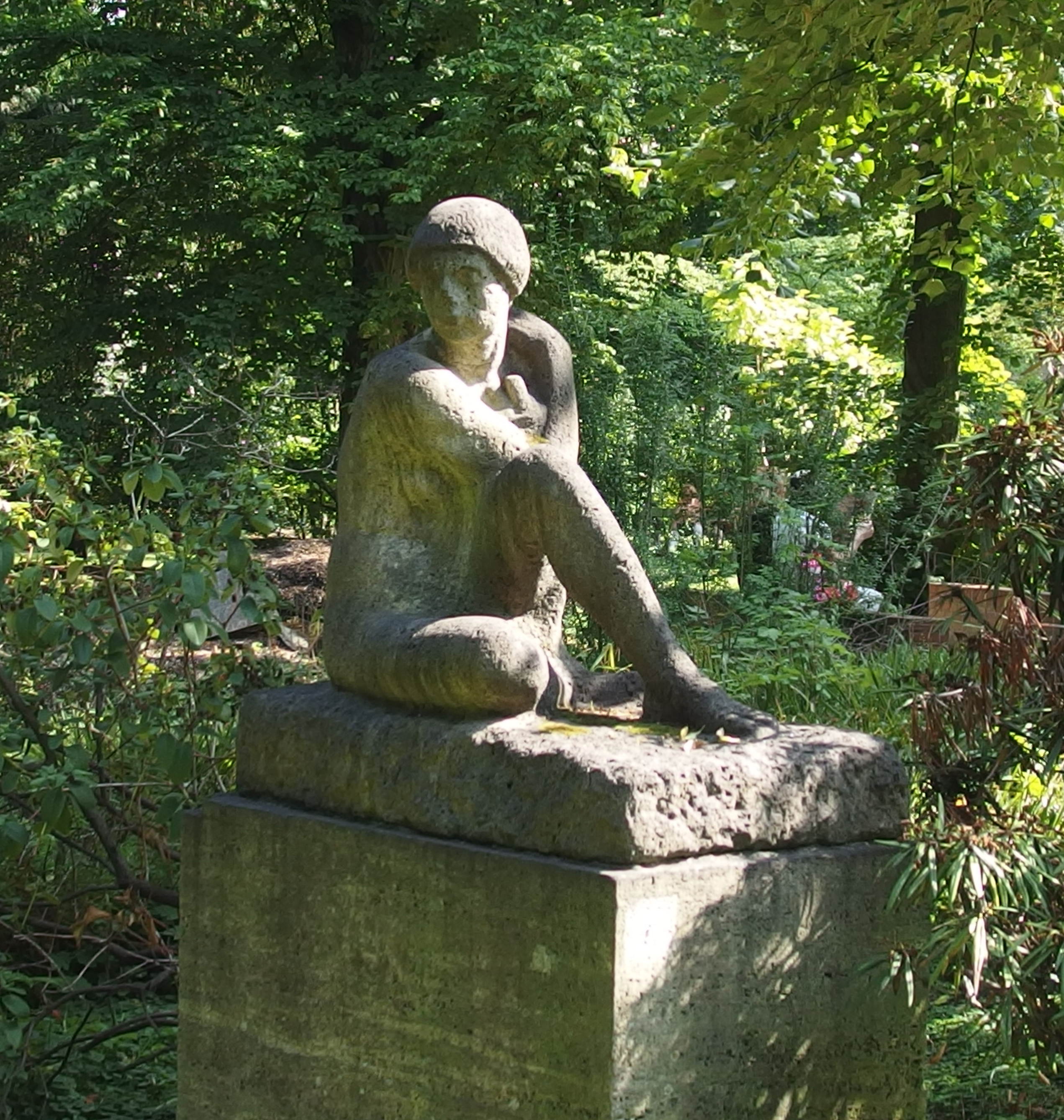
Sitzende im Malkastenpark

Langer arbeitete in Stein, Bronze, Holz, Eisen, Stuck, Terrakotta und Porzellan.
- 1925: Sitzende aus Muschelkalk im Malkastenpark in Düsseldorf
- 1926: plastischer Bauschmuck am Wohnhaus des Verlegers Alexander Koch in Darmstadt (Architekt: Fritz August Breuhaus)
- 1928: Joseph-Görres-Denkmal in den Rheinanlagen in Koblenz
- 1929: Ulanendenkmal am Joseph-Beuys-Ufer in Düsseldorf
- 1929: Hochwasserschlange, Stahlplastik, auf der Rampe der Uferschutzmauer, die zum Robert-Lehr-Ufer hinabführt, Düsseldorf[1]
- 1931: Bronze-Skulpturen am Rathaus Bochum (im Zweiten Weltkrieg zu Rüstungszwecken eingeschmolzen) (Architekt: Karl Roth)